# BSA MC1
De BSA MC1 was een 250cc-wegracer die het Britse merk BSA produceerde in 1953 en 1954.

## Voorgeschiedenis
Sinds het mislukte optreden tijdens de Senior TT van 1921 op het eiland Man, waar alle vier de deelnemende BSA's uitvielen, had BSA nooit meer een echte racemotor gebouwd. In 1948 kwam ingenieur Bert Hopwood van Norton naar BSA. Hoewel hij slechts een jaar bij Norton had gewerkt, had hij daar wel de ontwikkeling van de Norton Manx-racers meegemaakt. Bij BSA ging hij meteen aan de slag met de ontwikkeling van de BSA A10 Golden Flash en de verbetering van de A7, maar hij begon ook met het ontwerp van een 250cc-eencilinder wegracer, dat hij toen al MC1 doopte. Hoewel lange slag-motoren toen nog gebruikelijk waren, tekende hij de motor vierkant: zowel de boring als de slag bedroegen 68 mm, wat de cilinderinhoud op 247 cc bracht. In 1949 volgde de jonge Doug Hele hem van Norton naar BSA. Hele had samen met de Poolse ingenieur Leo Kusmicki aan de Norton Manx en de eerste featherbed frames gewerkt. Hij werd door hoofdingenieur Hopwood op het MC1-project gezet in bouwde in 1950 een eerste prototype. In die tijd konden de Britse motorfietsen nog redelijk meekomen in het wereldkampioenschap wegrace. AJS was in 1949 wereldkampioen 500 cc, Velocette 350 cc, maar in de lichte klassen overheersten de Italiaanse merken Moto Guzzi, Benelli, Moto Morini en Mondial. In het wereldkampioenschap van 1950 presteerde Norton goed in de 350cc-klasse en de 500cc-klasse en Velocette werd zelfs 350cc-wereldkampioen. Als BSA zich wilde mengen in de WK-titels was de 250cc-klasse een logische keuze.

## BSA MC1

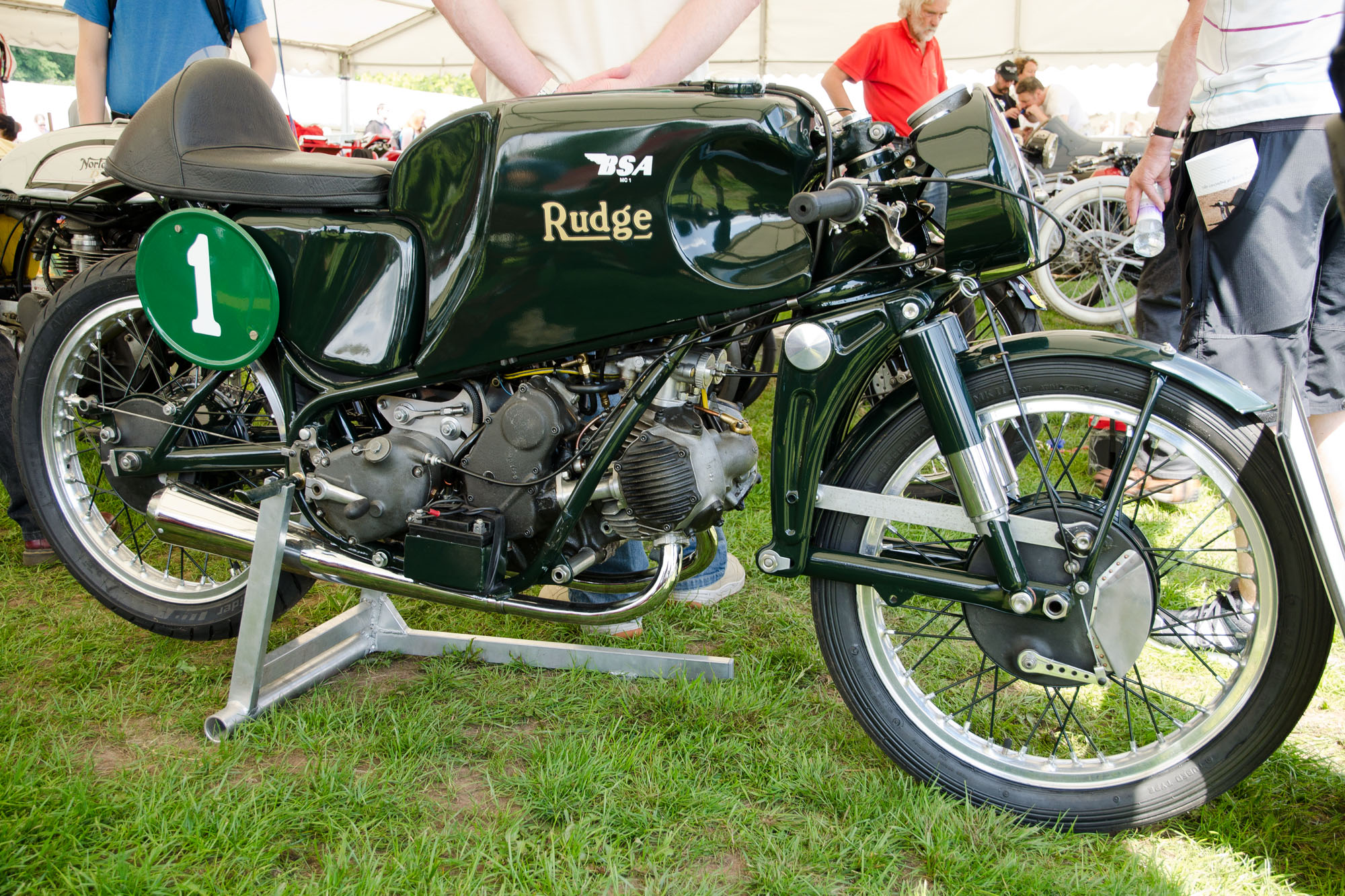
Deze foto toont iets meer van het frame. De bovenste buis verdwijnt onder de tank en loopt aan de voorkant om het balhoofd heen. Aan de achterkant maakt ze een lus, loopt onder het blok door en komt uit aan de bovenkant van het balhoofd. Daarmee ontstond een soort dubbel-dubbel wiegframe, met nog een (onzichtbare) centrale buis van het balhoofd naar de enkele achterveer die achter de olietank verborgen is.

De BSA MC1 verscheen voor het eerst in 1953 en was zeer afwijkend van welke andere motorfiets dan ook gebouwd. De liggende cilinder deed denken aan de Moto Guzzi's van die tijd, maar de nokkenassen werden afzonderlijk aangedreven. De rechter nokkenas werd aangedreven door een koningsas, de linker door een tandwieltrein. De motor had vier radiaal geplaatste kleppen. De boring bedroeg nu 70 mm, de slag 64,5 mm en de cilinderinhoud 248,2 cc. De brandstofvoorziening werd verzorgd door twee Amal-carburateurs en de ontsteking door een Lucas-racemagneet. Er was nog steeds een pre unit-vierversnellingsbak gemonteerd, die door een primaire ketting werd aangedreven. Achter zat een cantilever-wielophanging met een centrale veer en voor een Earles-type geduwde schommelvork met twee veer/demperelementen,
Geoff Duke, die sinds 1953 al in dienst van Gilera reed, was bijzonder geïnteresseerd in de ontwikkeling van de BSA en werkte er graag aan mee. Pas eind 1954 reed Duke de machine voor het eerst. Op Oulton Park verbrak hij het 250cc-ronderecord dat Cecil Sandford met een Mondial had gereden. Duke achtte de machine sneller dan de 350cc-Norton 40M. De machine was met 35 pk bij 8.500 tpm ook bijzonder sterk. De NSU Rennmax van wereldkampioen Werner Haas leverde 31 pk bij 10.500 tpm. Er waren echter ook problemen die moesten worden opgelost. Door de kleptiming met een zeer grote overlap was er bij lage toerentallen te weinig compressie, waardoor het starten bemoeilijkt werd. Voor het starten werden er proppen in de uitlaten gestopt die Duke verwijderde als de motor liep. De carburatie moest worden verbeterd en de motor draaide alleen goed tussen 8.000 en 11.000 tpm. Ook de aparte vierversnellingsbak werkte niet goed en Duke adviseerde om een unit construction-vijfbak te gebruiken. Ook de volle naaf-trommelrem in het voorwiel voldeed nog niet, maar het bijzondere rijwielgedeelte (frame en voor- en achterwielophanging) vond hij erg goed. Er werd besloten de machine in te schrijven voor de volgende internationale race op Silverstone, maar BSA wilde gezichtsverlies voorkomen en deed dat onder de merknaam "Rudge" (dat al voor de Tweede Wereldoorlog was gestopt met de productie van motorfietsen). Duke had zoveel vertrouwen in de machine, dat hij voorstelde om zichzelf in te schrijven voor de Lightweight 250 cc TT van 1955. Hij zou dat doen onder de merknaam "GDS" (Geoff Duke Special).
De directie van BSA was echter nog steeds bang voor gezichtsverlies. Ze eisten van Doug Hele de garantie dat de machine in Silverstone zou winnen. Die garantie kon Hele onmogelijk geven. Daarop, en mede door de "stiekeme" inschrijving van de GDS, werd het hele project beëindigd. De race op Silverstone werd gewonnen door John Surtees met een 28pk-sterke NSU Sportmax en de Lightweight 250 cc TT van 1955 door Bill Lomas met een MV Agusta 203 Bialbero die 27 pk leverde.